# Taborîșce, Radomîșl
Taborîșce (în ucraineană Таборище) este un sat în comuna Krîmok din raionul Radomîșl, regiunea Jîtomîr, Ucraina.

## Demografie
Componența lingvistică a localității Taborîșce
     Ucraineană (98,48%)
     Rusă (1,52%)
Conform recensământului din 2001, majoritatea populației localității Taborîșce era vorbitoare de ucraineană (98,48%), existând în minoritate și vorbitori de rusă (1,52%).